# 14174 Деборасмолл
14174 Деборасмолл (14174 Deborahsmall) — астероїд головного поясу, відкритий 10 листопада 1998 року.
Тіссеранів параметр щодо Юпітера — 3,279.